# 斯卡達爾峰 (尤通黑門山脈)
61°29′21″N 8°19′13″E / 61.48917°N 8.32028°E

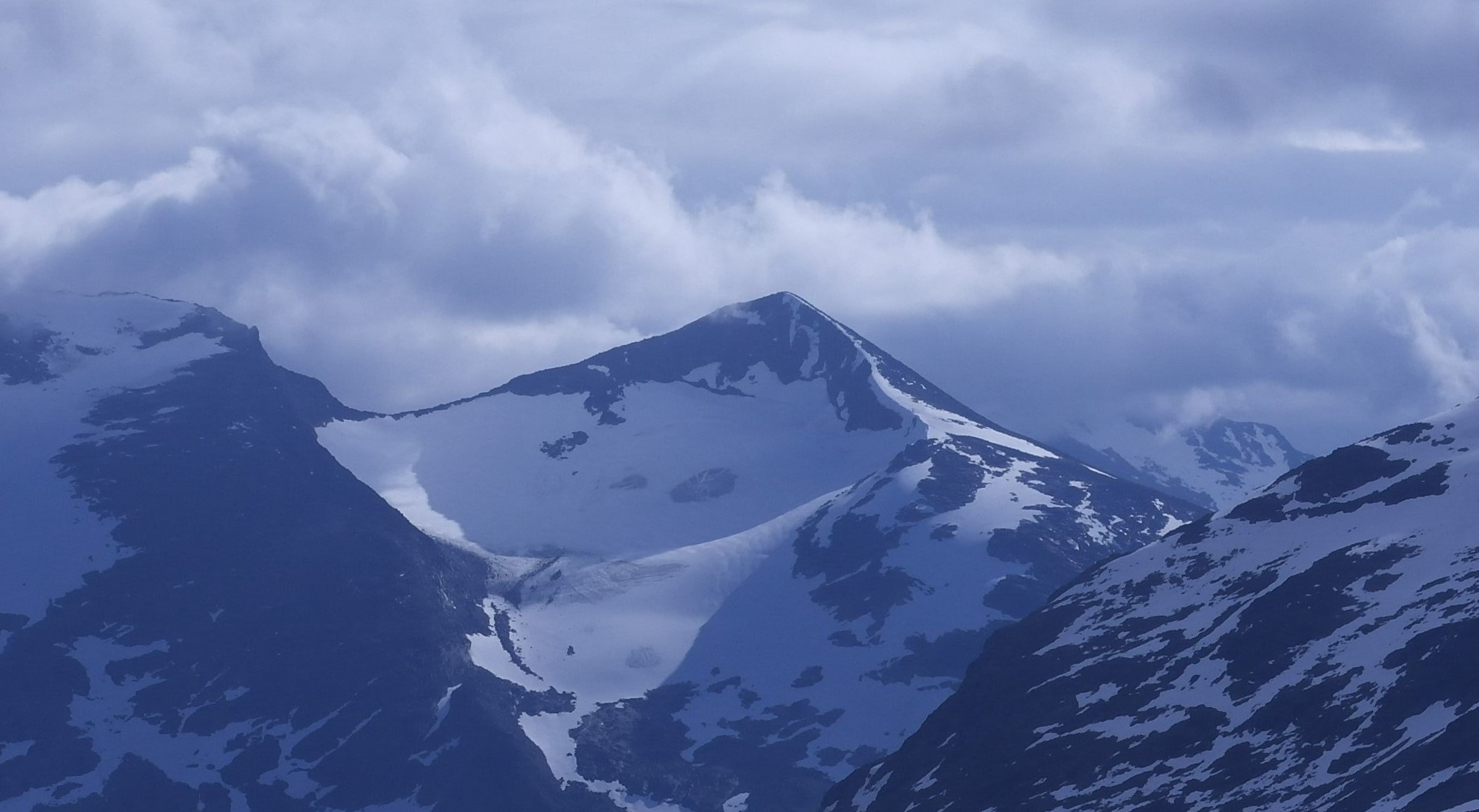

斯卡達爾峰是挪威的山峰，位於該國東南部內陸郡，處於洛姆，距離首都奧斯陸220公里，屬於尤通黑門山脈的一部分，海拔高度1,855米，受凍原氣候影響。